# Wronki Zamość
Wronki Zamość – przystanek kolejowy we Wronkach, w województwie wielkopolskim, zlokalizowany na linii kolejowej nr 351. Został otwarty 15 grudnia 2024 roku.
Przystanek mieści się na osiedlu Zamość, w północnej części miasta.  